# Est! Est!! Est!!!

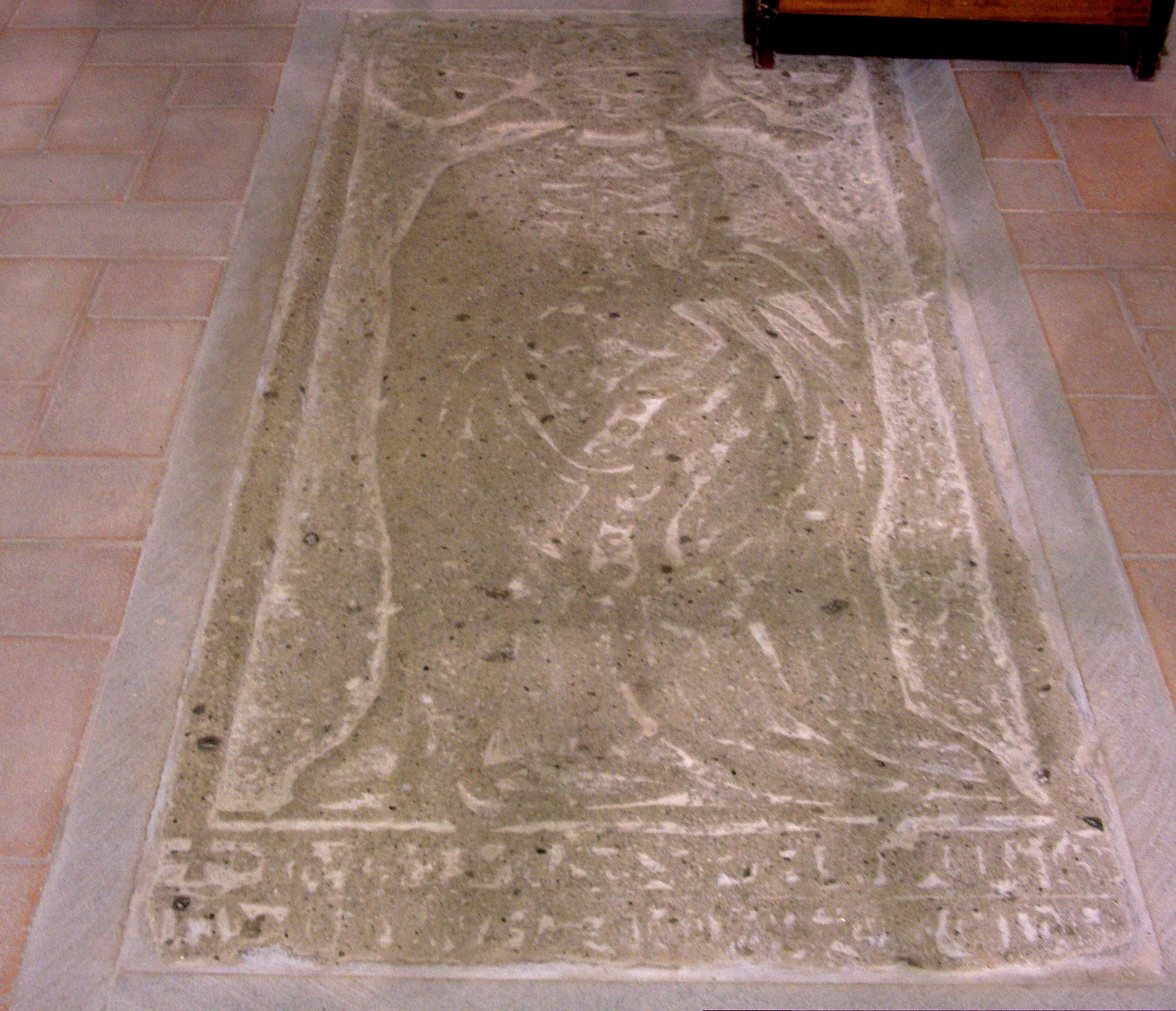
Det som uppges vara biskop Fuggers grav i kyrkan San Flavinio i Montefiascone.

Est! Est!! Est!!! är ett halvtorrt vitt vin från Montefiascone i provinsen Viterbo, regionen Lazio, Italien. Vinet har DOC-klassning. De druvor som använts är Malvasia, Grechetto, Verdelho och Trebbiano.
Vinet produceras av Cantina di Montefiascone. Alkoholhalten är 11,5 %.

## Bakgrund
Vinet har enligt en sägen fått sitt namn genom att biskopen Johann von Fugger (alternativt benämnd Johann De Fugger och Johann Defuk) från Augsburg, som år 1111 färdades mot Rom, hade skickat sin betjänt Martin i förväg för att prova det lokala vinet. Om betjänten gillade det skulle han skriva ”Est!” (vinum est bonum - vinet är bra) på väggen till värdshuset, vilket skulle vara en upplysning till biskopen att vinet var av bra kvalitet. I byn Montefiascone hittade betjänten ett vin som var så bra att han skrev ”Est! Est!! Est!!!” på väggen.
Biskopen blev så förtjust i vinet att han avbröt sin resa och blev kvar i byn, där han slutligen drack sig till döds. Biskopen begravdes enligt legenden i kyrkan San Flavinio i Montefiascone. På hans gravsten står "Est, Est, Est. Propter nimium est hic Johannes de Fugger, dominus meus, mortuus est! ("Est, Est, Est. Till följd av för mycket Est dog här min herre, J. von Fugger".